# Neorchesella
Genre
Neorchesella est un genre de collemboles de la famille des Orchesellidae.

## Distribution
Les espèces de ce genre sont endémiques du Tamaulipas au Mexique.

## Liste des espèces
Selon Checklist of the Collembola of the World (version du 24 août 2019) :
- Neorchesella boneti Mari Mutt, 1981
- Neorchesella mexicana Mari Mutt, 1981

## Publication originale
- Mari Mutt, 1981 : Neorchesella, New Genus of Springtails from Mexico (Collembola: Entomobryidae: Orchesellinae). The Journal of Agriculture of the University of Puerto Rico, vol. 65, n. 1, p. 8-13 (texte intégral).